# La Bataille d'Alexandre
Pour les articles homonymes, voir Bataille (homonymie).
La Bataille d'Alexandre (en allemand Alexanderschlacht) est un tableau d'Albrecht Altdorfer daté de 1529, qui fait partie des collections de la Vieille Pinacothèque de Munich.

## Description
Ce tableau représente la bataille d'Issos au cours de laquelle Alexandre le Grand triompha du roi Perse Darius en 333 avant notre ère. Le tableau offre un vaste panorama qui se fond dans la zone du ciel avec un horizon légèrement arrondi. À droite le soleil est bas et éclaire la mer. En haut à gauche la lune est entourée d'un halo de nuages. À droite on distingue les sept bras du delta du Nil et à gauche la mer Rouge dont il n'est séparé que par un isthme.
Sur le cartouche flottant librement dans les nuages, dans la partie supérieure de la peinture, on peut lire en latin :
ALEXANDER M(AGNVS) DARIVM VLT(IMVM) SVPERAT
CAESIS IN ACIE PERSAR(VM) PEDIT(VM) C(ENTVM) M(ILIBVS) EQUIT(VM)
VERO X M(ILIBVS) INTERFECTIS. MATRE QVOQVE
CONIVGE, LIBERIS DARII REG(IS) CVM M(ILLE) HAVD
AMPLIVS EQVITIB(VS) FVGA DILAPSI, CAPTIS.
Traduction :
« Alexandre le Grand vainc le dernier Darius, après que 100 000 fantassins sont tombés et 10 000 cavaliers ont été tués dans les rangs des Perses, et que la mère, l'épouse et les enfants du roi Darius, qui s'est enfui avec à peine 1 000 cavaliers, ont été capturés. »
La cordelette du cartouche indique au spectateur où regarder pour trouver Alexandre le Grand parmi la foule.
Altdorfer a inscrit sur le bord inférieur 1529, ALBRECHT ALTORFER ZU REGENSPVRG FECIT (Albrecht Altdorfer zu Regensburg a peint ce tableau.‘)

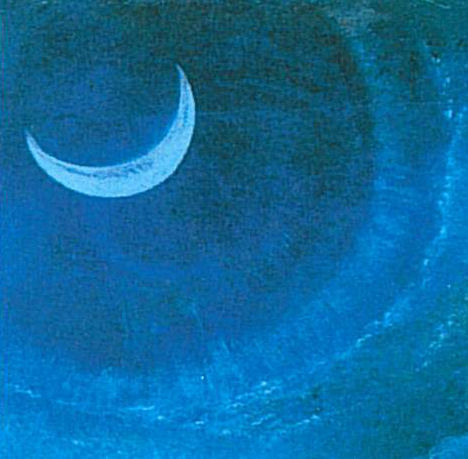
Croissant de lune (lune descendante) (Orient)
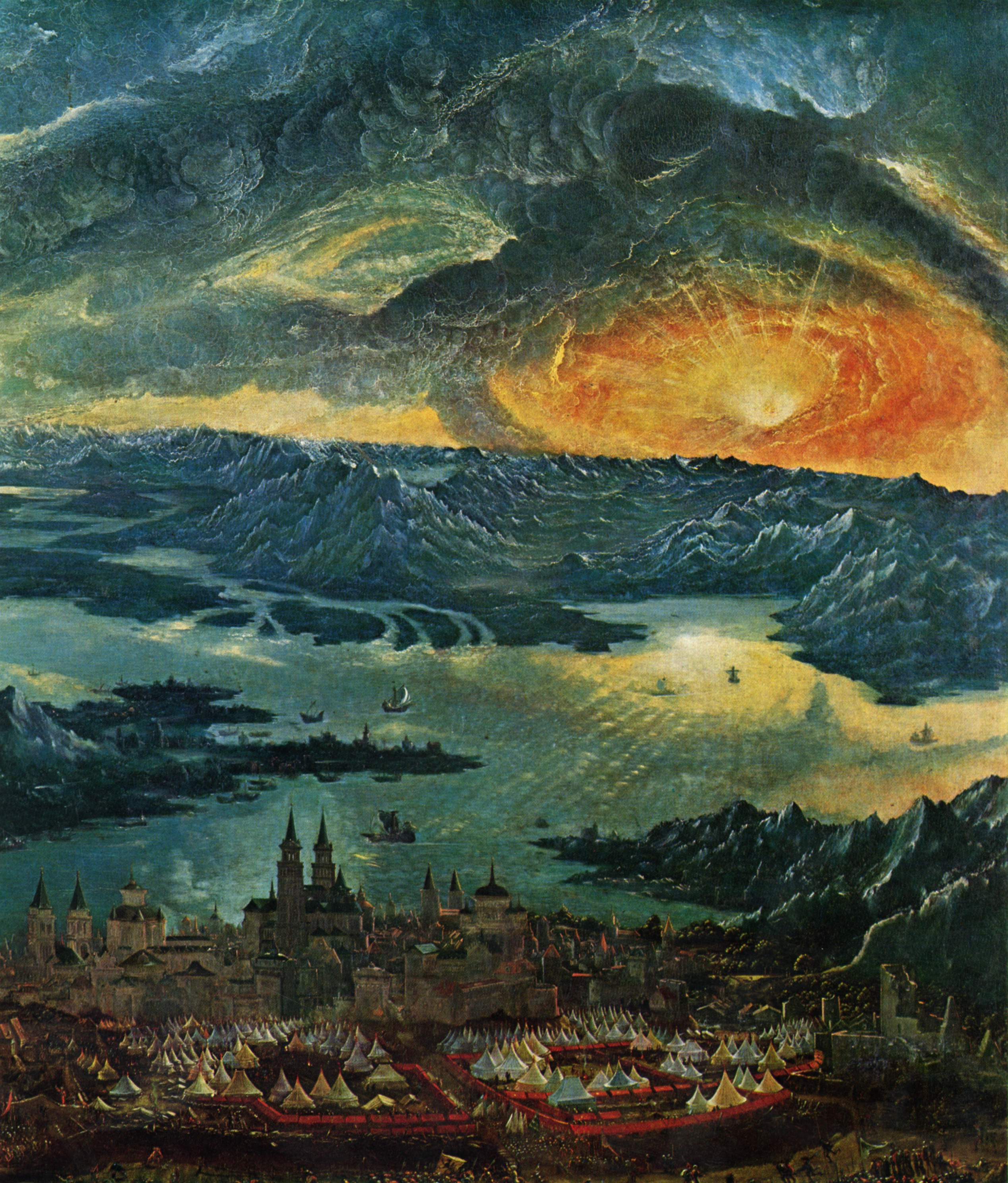
Soleil couchant (Occident)
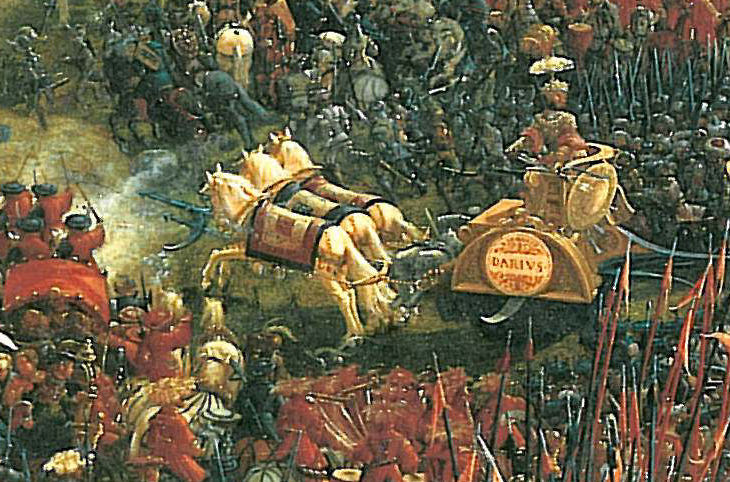
Darius en fuite
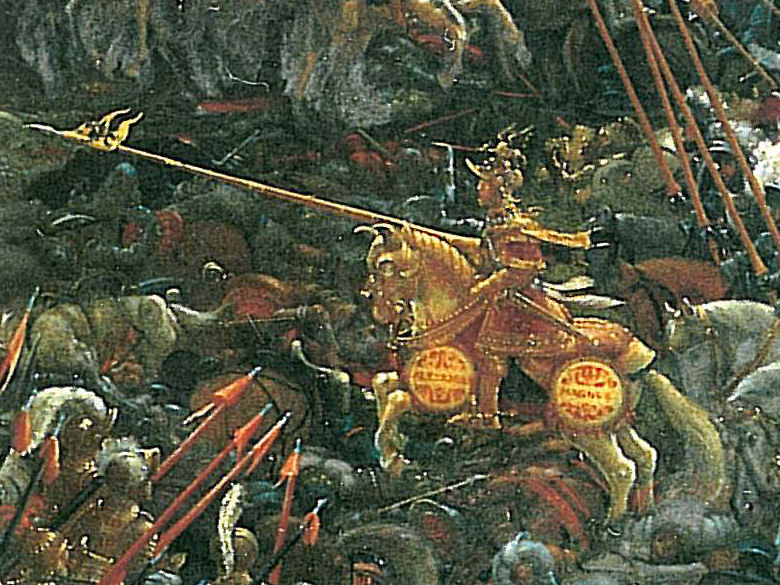
Alexandre poursuit Darius

## Analyse
Pour être le plus exact possible vis-à-vis de la bataille il se tourne vers les sources antiques notamment l'historien romain Quinte-Curce, qui a écrit notamment une Histoire d’Alexandre le Grand. Altdorfer lui emprunte notamment le chiffre supposé exact des combattants des prisonniers et des morts qu'il respecte à la lettre. Le nombre de soldats représentés correspond donc à celui donnée par la source mais le nombre de tués et de prisonniers pour chaque unité est également inscrit sur le drapeau de celle-ci mentionné sur les bannières. À cette anachronisme volontaire de l'auteur auquel la compréhension globale du combat importe plus que tout s’en ajoute un plus grave aux yeux du spectateur d’aujourd’hui. Regardant les uniformes des soldats représentés on a devant nous l'impression d'observer des hommes du XVIe siècle des cavaliers en armure, les tentes du campement. Albrecht Altdorfer va encore plus loin dans la comparaison avec son siècle car on peut très bien voir dans l'Alexandre du tableau l’empereur romain germanique Maximilien avec son armure flamboyante chargeant des perses aux allures de turc.

## Contexte
Ce tableau faisait partie des tableaux d'histoire du Duc Guillaume IV de Bavière.

## Postérité
La bataille d'Alexandre a été utilisé par l'historien. allemand Reinhart Koselleck dans l'exposition de sa théorie sur la perception du temps à travers les âges dans Le futur passé. Contribution à la sémantique des temps historiques.
Le tableau fait partie des « 105 œuvres décisives de la peinture occidentale » constituant le musée imaginaire de Michel Butor.